# Comment Wang-Fô fut sauvé (film)
Pour l’article homonyme, voir Comment Wang-Fô fut sauvé.
Pour plus de détails, voir Fiche technique et Distribution.
Comment Wang-Fô fut sauvé est un court métrage d'animation réalisé par René Laloux en 1987, sur des dessins de Caza. Il s'agit d'une adaptation de la nouvelle éponyme de Marguerite Yourcenar publiée dans la Revue de Paris en 1936 puis rééditée dans le recueil Nouvelles orientales en 1938.

## Synopsis
L'histoire se déroule dans la Chine médiévale. Enfermé dans le chariot qui l'emmène au palais de l'empereur en compagnie de son maître Wang-Fô, le jeune disciple se souvient de sa première rencontre avec le peintre, puis de la fascination progressive qu'il a éprouvé pour ses tableaux : lorsque Wang-Fô peignit plusieurs portraits de l'épouse du disciple, ce dernier en vint à trouver les portraits plus beaux que son épouse réelle, au point qu'elle finit par se donner la mort. Après ces flashbacks, Wang-Fô et son disciple parviennent au palais et sont amenés devant l'empereur. Wang-Fô implore l'empereur de lui pardonner s'il a, d'aventure, réalisé un mauvais portrait de lui par le passé. L'empereur le détrompe, et, pour lui faire comprendre ce qu'il lui reproche, lui raconte son histoire. Dès son enfance, l'empereur vit seul au palais, parmi les tableaux de Wang-Fô dont son père était un admirateur. Après de longues années à grandir parmi les sublimes tableaux du maître, l'empereur, parvenu à l'âge adulte, découvre pour la première fois le monde réel, mais celui-ci lui paraît laid et méprisable comparé aux images qu'en peignait Wang-Fô. C'est là ce que l'empereur reproche au peintre : Wang-Fô lui a inspiré le dégoût de son propre royaume, et le désir d'un royaume d'images sur lequel il ne pourra jamais régner.
Pour se venger, l'empereur a l'intention de faire brûler les yeux et couper les mains à Wang-Fô. Désespéré, le disciple du peintre tente de s'interposer, mais est décapité par les gardes. Avant de faire exécuter la sentence, l'empereur ordonne à Wang-Fô de peindre une dernière fois, afin de terminer une de ses œuvres de jeunesse, peut-être son chef-d'œuvre, autrefois acquise par son père, mais resté inachevée jusqu'à présent. Devant l'empereur, Wang-Fô termine son tableau. Soudain, l'eau du lac représenté sur la peinture envahit la salle d'audience, et la barque que Wang-Fô venait de peindre s'anime. À bord, le disciple vient chercher son maître. Tous deux s'éloignent dans les profondeurs du tableau, échappant pour toujours à l'empereur. Lorsque l'eau se retire, la cour et les gardes ne se sont rendu compte de rien ; seul l'empereur, en contemplant le tableau, se rend compte que l'eau est animée d'un clapotis surnaturel.

## Fiche technique
- Titre : Comment Wang-Fô fut sauvé
- Scénario : René Laloux d'après la nouvelle de Marguerite Yourcenar
- Directeur artistique : Philippe Caza
- Décors : Philippe Caza
- Musique : Alain Goraguer et Gabriel Yared
- Montage : Christine Pansu
- Producteur : Michel Noll
- Société de production : Revcom Télévision
- Durée : 15 minutes
- Pays :  France
- Langue : français
- Date de sortie : 1987

## Voix françaises
- Olivier Cruveiller : Ling (le disciple)
- Jean-Claude Dreyfus : l'empereur

## Production
Comment Wang-Fô fut sauvé est la troisième collaboration entre René Laloux et le dessinateur Caza après La Prisonnière (1985) et Gandahar (1987). Laloux avait aussi déjà travaillé avec les deux compositeurs de la musique : Alain Goraguer avait composé la bande originale de La Planète sauvage et Gabriel Yared celle de Gandahar. Le court métrage est animé, d'après des dessins de Caza, par une partie de l'équipe du studio nord-coréen qui avait animé Gandahar.

## Disponibilité en vidéo
Le court métrage Comment Wang-Fô fut sauvé est édité parmi les compléments sur le DVD de Gandahar édité en 2006 par Argos Films et Arte Video.